# (532) Herculina
(532) Herculina est un gros astéroïde de la ceinture principale, d'environ 225 km de diamètre.

## Découverte
Il a été découvert le 20 avril 1904, par Max Wolf à Heidelberg, et provisoirement désigné 1904 NY. L'origine de son nom reste inconnue ; il peut être nommé d'après le mythique Hercule, ou d'après une femme inconnue portant ce nom. La majeure partie des astéroïdes découverts par Wolf autour de cette date ont été nommés d'après les personnages d'opéras, mais si ce nom a été établi à partir d'une telle source, aucune explication n'a pour l'heure été répertoriée.

## Caractéristiques physiques
Herculina est l'un des membres les plus importants de la ceinture principale d'astéroïdes. Il est parfois admis qu'on puisse le classer parmi les 20 premiers en taille, mais les dimensions exactes de nombreux grands astéroïdes sont encore incertaines. L'estimation actuelle de sa masse le classerait potentiellement dans le top 10.
Il a souvent été remarqué pour ses courbes de lumière complexes, ce qui a pu rendre la détermination de sa forme et sa rotation assez difficiles. Un ensemble de données observationnelles issues de l'interférométrie des tavelures a conduit à une modélisation préliminaire simple d'Herculina en un objet à trois axes, peut-être structuré par des diamètres de 260 x 220 x 215 km. Une analyse de 1985 de ces données a conclu qu'Herculina était d'une forme non sphérique avec un point lumineux, tandis qu'une étude d'astrométrie photométrique de 1987 a conclu que l'objet était bien sphérique avec deux taches sombres (qui tournaient autour d'un pôle complètement différent). Cette dernière étude fut à son tour rendue obsolète par une étude thermique de 1988 qui a montré que l'objet ne pouvait pas être sphérique. À la fin des années 1980, le modèle généralement accepté était un objet à trois axes avec un albédo majeur ou des caractéristiques topographiques.
Une modélisation récente datant de 2002 faite à partir de données photométriques indique qu'Herculina n'est pas sphérique, mais d'une forme polyédrique, similaire à un parallélépipède déformé - ou, comme le décrit l'analyse, ressemblant à un « grille-pain ». Cette analyse indique la présence de multiples cratères plutôt larges, faisant un objet similaire à (253) Mathilde, mais aucune variation importante d'albédo n'a été détectée. Les rapports approximatifs des axes ont été proposés sur des 1:1.1:1.3, globalement compatibles avec les modèles précédents, voire un peu plus allongés.

## Satellites
Après plusieurs observations exceptionnelles lors d'une occultation de l'étoile SAO 120774 en 1978, Herculina est devenu le premier astéroïde pour lequel il a pu être « confirmé » la présence d'un satellite, désigné S/1978 (532) 1. (532) Herculina a un diamètre estimé à 216 km et son satellite à environ 45 km. Ce satellite orbiterait à environ 1000 km de son primaire. Cependant, un examen attentif en 1993, utilisant le télescope spatial Hubble, n'a pas réussi à confirmer la présence d'un corps secondaire autour de l'astéroïde Herculina.